# 黄璐 (女高音歌唱家)
黄璐（1984年11月20日—），湖南人，中国女高音歌唱家，毕业于中国音乐学院，师从声乐教育家马秋华教授。担任中国民族声乐艺术研究会副秘书长、理事。

## 参演演唱会
- 中国共产党成立100周年专场音乐会[5]
- 庆祝改革开放40周年《梨园春》新年戏曲晚会[6]

## 作品

### MV
《雾散了》
- 發行日期：2021-4-15
- 作词：顾建文
- 编曲：杨勇
- 网址：https://wap.peopleapp.com/article/rmh19918052/rmh19918052

### 单曲
- 中国告诉你[7]